# 施瓦尔策瑙
施瓦尔策瑙是奥地利下奥地利州茨韦特尔县的一个市镇。总面积28.12平方公里，总人口1508人，人口密度53.6人/平方公里（2005年）。